# 広島平和音楽祭
広島平和音楽祭（ひろしまへいわおんがくさい）は、で晩年の作曲家・古賀政男が実行委員長を引き受け、広島テレビが1974年から1993年まで毎年8月に開催していた音楽祭、および日本テレビ系列局で放送されていた同名のテレビ番組。

## 歴史
第1回目は1974年8月9日に広島県立総合体育館で行われ、美空ひばりが「一本の鉛筆」を披露した。
1977年の第4回広島平和音楽祭に際して、古賀政男が島倉千代子のために製作した「ひろしまの母」が、古賀の最後のレコードになった。
1981年の第8回では地元・広島出身の西城秀樹が「リトルガール」を熱唱。またこの日の為に作られた楽曲「天と地の架け橋」も披露した。
会場の模様は、まず広島テレビで先行放送され、その後に日本テレビ系列局で再編集した映像が放送されていた。
和田アキ子や明石家さんまが司会を務めた年もあった。
歌詞を一般から募集し、優秀な作品には作曲の上で「ゴールデン・メイプル賞」が授与され、第6回の「相生橋で」（庄野真代）のように改めてレコード化された曲もあった。
会場はその後、広島サンプラザホールへと移ったが、編成の都合により、1993年開催の第20回大会をもって終了した。

## ソフト
- 美空ひばりの広島平和音楽祭（2001年6月24日 日本コロムビア VHS:COVA-6540）
前述の第1回（モノラル・2曲目まで）と生涯最後（1989年6月4日死去）の公開収録テレビ番組でもある1988年（ステレオ・3曲目以降）の第15回に出演した時の歌唱映像を全15曲に纏めたビデオアルバム。